# Підліс (заповідне урочище)
Підліс — заповідне урочище в Україні. Розташоване в межах Долинського району Івано-Франківської області, на північ від села Рахиня. 
Площа 11 га. Статус надано згідно з розпорядженням облдержадміністрації від 15.07.1996 року № 451. Перебуває у віданні ДП «Болехівський лісгосп» (Рахинське л-во, кв. 100, вид. 4, 5). 
Статус надано з метою збереження частини лісового масиву з залишками ялицево-дубових лісів природного походження віком понад 170 років. 